# Seine persönliche Sekretärin
Seine persönliche Sekretärin ist eine US-amerikanische Filmkomödie aus dem Jahr 1934 von Phil Whitman mit Evalyn Knapp und John Wayne in den Hauptrollen. Gedreht wurde der Film in New York. Verantwortlicher Toningenieur war Oscar Lagerstrom. Die Premiere des Films fand am 10. Juni 1933 statt. In der Bundesrepublik Deutschland kam er am 16. Februar 2009 auf DVD heraus.

## Handlung
Dick Wallace, Sohn eines wohlhabenden Unternehmers, kehrt nach drei Uhr morgens betrunken mit seinem Freund Van und dessen Schwester Polly nach Hause zurück. Dicks Vater, gibt ihm eine letzte Chance, in seinem Geschäft Erfolg zu haben, und bietet ihm die Position des Inkassomanagers an. Dicks erste Aufgabe besteht darin, überfällige Rechnungen von einem Reverend Hall, Pfarrer in der Kleinstadt Somervile, einzutreiben.
An einer Tankstelle hört Dick eine attraktive Blondine erwähnen, dass sie auf den Bus nach Somerville wartet. Nachdem er ihr erzählt, dass er den defekten Bus auf der Straße gesehen hat, nimmt die Frau, Marion Hall, sein Mitfahrangebot an. Als sie in Somerville ankommen und sie den Bus vorbeifahren sieht, weist Marion Dicks Annäherungsversuche wütend zurück. Dick erfährt, dass Reverend Hall Marions Großvater ist. Er ruft seinen Vater an und erzählt ihm, dass er eine wundervolle Frau kennengelernt habe und dass er dem Pfarrer eine Verlängerung geben werde. Wallace feuert Dick wütend, aber das stört Dick nicht, da Marion nun dankbar für die Verlängerung ist. Als er ihr jedoch ein Abendessen und eine Fahrt vorschlägt und sie küsst, gibt sie ihm eine Ohrfeige. Dick verkauft sein Cabrio, um mit dem Geld die einzige Tankstelle der Kleinstadt zu kaufen. Marion ignoriert ihn jedoch und tankt in einer anderen Stadt. Als Nächstes bezahlt Dick Joe Boyd, einen Jungen, mit dem er sich angefreundet hat, dafür, dass er auf der Straße in der Nähe von Marions Auto Reißzwecke ausbreitet. Der Plan gelingt, Dick darf Marion zum Bahnhof bringen. Eine Freundschaft entwickelt sich, bis sie Joe mit der Schachtel mit den Reißnägeln sieht. In der Kirche hinterlässt Dick einen Zettel in der Kollekte und bittet Marion, ihn nach dem Gottesdienst zu sehen. Reverend Hall, der denkt, dass die Nachricht an ihn geschickt wurde, lädt Dick ins Haus ein. Kurz bevor er ankommt, erfährt Marion durch ein Gespräch mit Dicks Vater, der angerufen hat, um Dick aufzuspüren, dass Dick entlassen wurde, weil er ihnen geholfen hat. Ihre Entschuldigung führt dazu, dass beide gestehen, dass sie ineinander verliebt sind. Sie heiraten bald und kehren in die Stadt zurück.
Als Dick seinem Vater von der Heirat erzählt, ist der ältere Wallace überzeugt, dass Marion nur auf Dicks Geld aus ist, und befiehlt ihm, sie loszuwerden, da er sonst enterbt wird. Marion geht zu Dicks Vater, um mit ihm zu sprechen, doch sie wird für eine Bewerberin für eine freie Stelle als Sekretärin gehalten und eingestellt, weil sie Initiative ergriffen hat, um an Wallaces Büroleiter vorbeizukommen. Marion plant, den Job zu behalten, bis sie sicher ist, dass Dicks Vater sie mag. Der Plan geht auf, da Mr. Wallace Marions Sorge um ihn bald erkennt. Eines Abends bietet sie an, lange bei ihm zu Hause zu arbeiten, und sieht in Dicks Zimmer ein Bild von Polly, die sie zuvor auf einer Party kennengelernt hat. Scheinbar unbekümmert bittet sie Dicks Vater, ihm eine Chance zu geben, selbst erfolgreich zu sein, und Wallace sagt, dass er Dick ein Geschäft im Wert von bis zu einer Million Dollar übertragen wird, wenn sie zustimmt, mit Dick zu arbeiten. Dick, der mit Van und Polly auf einer Party ist, feiert, als Marion mit der guten Nachricht anruft. Doch als sie ihn verkatert und Polly unbekleidet vorfindet, befürchtet Marion das Schlimmste und verlässt ihn. Dick vertraut sich seinem Vater an, der zugibt, dass Marion die einzige Frau ist, die ihm jemals am Herzen lag, abgesehen von Dicks verstorbener Mutter. Nachdem Dick erfährt, dass Marion nach Somerville zurückgekehrt ist, dann aber mit ihrem Großvater die Stadt verlassen hat, vergräbt er sich in seiner Arbeit. Als Marion und der Pfarrer zurückkommen, ruft sie Wallaces Büro an und erfährt, dass Dick sich verändert hat. Sie geht zu Wallaces Haus, wo sie nachts Dick und Polly zurückkehren sieht. Als Dick Pollys Annäherungsversuche ablehnt, versöhnen sich Marion und Dick, wie Dicks Vater glücklich beobachtet.

## Kritiken
Für die Variety war der Film eine exzellente Independent-Produktion mit einem bekannten Thema, das gut entwickelt und stimmungsvoll gespielt wurde.